# Alberico Archinto
Alberico Archinto (ur. 8 listopada 1698 w Mediolanie, zm. 30 września 1758 w Rzymie) – włoski duchowny i dyplomata.

## Życiorys
Studiował prawo na uniwersytecie w Pawii, uzyskując tytuł doktora praw. Od 1724 pracował w Kurii Rzymskiej. 26 maja 1736 przyjął święcenia kapłańskie. W 1739 został tytularnym arcybiskupem Nicei i przeszedł do służby dyplomatycznej Kościoła, będąc nuncjuszem apostolskim kolejno w Toskanii (1739-46) i Polsce (1746-54). W 1754 powrócił do Rzymu na stanowisko gubernatora Rzymu i wicekamerlinga św. Kościoła Rzymskiego.
W 1756 papież Benedykt XIV mianował go kardynałem prezbiterem, sekretarzem stanu i wicekanclerzem Kancelarii Apostolskiej. Zmarł krótko po konklawe 1758 i wyborze Klemensa XIII, który zatwierdził go na wszystkich zajmowanych stanowiskach.